# Jonatan Johansson (snowboard)
Pour les articles homonymes, voir Jonatan Johansson et Johansson.
Jonatan Johansson, né le 7 mars 1980 et mort le 12 mars 2006, est un snowboardeur suédois.
Champion de Suède en 2005, il participe aux Jeux olympiques d'hiver de 2006 à Turin où il termine 12e de l'épreuve de boardercross.
Il trouve la mort lors d'un entraînement le 12 mars 2006 à Lake Placid (États-Unis). À la suite d'une lourde chute, il s'est brisé une vertèbre cervicale et meurt à l'hôpital.